# Joss Jaycoff
Joss o Jossy Jaycoff (Mataró, c. segle xx) és una estilista, presentadora, model i comunicadora catalana. El seu camp de treball es basa en l'art visual, la moda i les relacions públiques, amb un enfocament social i activista pels drets humans quant a la defensa de les minories de gènere que conformen el col·lectiu LGBTIQ+.
Jaycoff es graduà en Estilisme i Direcció Creativa i cursà un màster en Estilisme de Moda, Publicitat i Mitjans Audiovisuals a la LCI Barcelona. L'any 2015 emigrà a Londres, on s'hi començà a establir professionalment i on feu arrelar la seva identificació dins dels moviments undergound vinculats al queer i en la desconstrucció de gènere. Autoidentificada com a persona no-binària amb els pronoms femení i neutre, es convertí a les darreries del decenni del 2010 en una veu significativa en el suport de les identitats trans, no-binàries i de gènere fluid, així com de la necessitat de tenir una tercera opció de gènere en documents oficials.
La seva tasca li ha permès promoure la cultura queer tant en la identitat de marca de diverses empreses com en el discurs social d'entitats, revistes i plataformes de renom com ara Boiler Room, el Consell de la Moda Britànic, Resident Advisor, Mutek o el Foment de les Arts i el Disseny (FAD). També ha participat, com a ponent contra la transfòbia i sobre les dificultats de trobar espais públics segurs per a aquest col·lectiu, en esdeveniments com el Festival de Cinema D’A o en l'Orgull gai d'Eivissa.